# Computer Animation Production System
Computer Animation Production System (CAPS) — это собственный набор программ, систем сканирующих камер, серверов и рабочих станций, разработанный The Walt Disney Company совместно с Pixar в конце 80-х.
Он предназначался для того, чтобы компьютеризировать контуровку и заливку кадров, а также вносить дополнительные эффекты в созданную традиционными методами анимацию на студии Уолта Диснея.

## CAPS в производстве фильмов
CAPS являлась первой цифровой контуровочно-заливочной системой, применяемой в художественных фильмах. Эта система была способна заменить собой дорогостоящие процессы переноса анимации с бумаги на целлулоид (с использованием туши или ксерографирования) и раскрашивания ячеек изображения с обратной стороны листа при помощи гуаши. При использовании системы CAPS очерченные со всех сторон области изображения могли быть быстро залиты любым цветом при помощи компьютера. Стали доступны и могли активно применяться размытые тени, смешивание цветов и прочие невозможные ранее технологии.
Стало возможным накладывать изображения персонажей на отсканированные фоны, а различные слои цифрового изображения могли теперь взаимодействовать между собой: так, при движении камеры слой с изображением, расположенным ближе к зрителю, перемещался быстрее, чем фон, имитируя параллакс. Сложные многоплановые сцены сделали возможной передачу ощущения глубины. В отличие от традиционной технологии многоплановой съёмки, CAPS-камеры не были ограничены размерами листов целлулоида. В окончательной версии созданной таким образом последовательности кадров все слои сводились в один и вклеивались в фильм. С тех пор как стало возможно применять существующие в цифровом виде изображения, внедрять в фильм различные видеоэлементы, включая трёхмерные, и создавать анимацию стало значительно проще.

## Развитие системы
Впервые CAPS была использована при создании Микки Мауса, стоящего на космическом корабле Эпскот, для заставки «Волшебный мир Диснея». Первым художественным фильмом, в котором нашла применение система, стала «Русалочка» (1989); однако, применение системы было ограничено лишь одной из финальных сцен, в которой главные персонажи уезжали вдаль под радугу. Во всех последующих фильмах студии, таких как «Красавица и Чудовище», «Аладдин», «Король Лев» и «Горбун из Нотр-Дама», возможности CAPS для интеграции двухмерных и трёхмерных изображений использовались значительно шире.

## Значение
В 1992 году команда, разработавшая CAPS, получила награду Американской академии киноискусства за свои технологические новации.
CAPS позволяла использовать в анимации изображения высокого разрешения при применении компьютеров, в производительности значительно уступающих нынешним. Финальные кадры были представлены в разрешении 2048 пикселей по ширине при форматном соотношении 1.66, что выше, чем у формата HDTV. Созданные при помощи CAPS изображения были предельно чёткими независимо от сложности сцены.
В 2004 году менеджмент студии Disney Feature Animation решил, что публика желает видеть исключительно трёхмерные фильмы, и отдел традиционной рисованной анимации был закрыт. Рабочие места и камеры, использовавшие CAPS, были разобраны и отправлены на свалку. По состоянию на 2005 год осталось лишь одно такое рабочее место, предназначенное для считывания рабочих материалов фильмов, созданных с использованием этой революционной системы.
При поглощении Диснеем студии Pixar, длившемся в течение 2006 года, Джон Лассетер выступил в защиту двухмерной анимации. Результатом этого стало решение президента и исполнительного директора Disney Роберта Айгера сделать возможным применение двухмерной анимации в новых полнометражных фильмах студии. В 2009 году режиссёр Эрик Голдберг создал фильм «Принцесса и лягушка», в котором применяются как двухмерные, так и трёхмерные технологии. Как упомянуто выше, большинство систем CAPS уничтожено, и их восстановление было бы чрезвычайно затратным. Кроме того, эта система по сегодняшним меркам недостаточно производительна. По этой причине Disney закупил уже готовые программы Toon Boom Harmony, представляющие собой современные и более эффективные системы.